# Palaszínű hangyászgébics
A palaszínű hangyászgébics (Thamnophilus atrinucha) a madarak osztályának verébalakúak (Passeriformes) rendjébe és a hangyászmadárfélék (Thamnophilidae) családjába tartozó faj.

## Rendszerezése
A fajt Osbert Salvin és Frederick DuCane Godman írták le 1892-ben.

## Alfajai
- Thamnophilus atrinucha atrinucha Salvin & Godman, 1892
- Thamnophilus atrinucha gorgonae Thayer & Bangs, 1905[2]

## Előfordulása
Belize, Costa Rica, Guatemala, Honduras, Nicaragua, Panama, Ecuador, Kolumbia és Venezuela területén honos. Természetes élőhelyei a szubtrópusi vagy trópusi síkvidéki- és hegyi esőerdők. Állandó, nem vonuló faj.

## Megjelenése
Testhossza 15 centiméter, testtömeg 21–24 gramm.

## Életmódja
Elsősorban rovarokkal táplálkozik.

## Természetvédelmi helyzete
Az elterjedési területe nagyon nagy, egyedszáma pedig stabil. A Természetvédelmi Világszövetség Vörös listáján nem fenyegetett fajként szerepel.